# Madagassische Davis-Cup-Mannschaft
Die madagassische Davis-Cup-Mannschaft ist die Tennisnationalmannschaft Madagaskars.

## Geschichte
Seit 1997 nimmt Madagaskar am Davis Cup teil. 2010 qualifizierte sich die Mannschaft erstmals für die Europa/Afrika-Gruppenzone II und hielt sich dort bis zur Saison 2012. Danach folgte wieder der Abstieg in die Afrika-Zone III. Erfolgreichster Spieler ist Thierry Rajaobelina, der in 33 Partien insgesamt 27 Spiele gewinnen konnte, davon 17 im Einzel und 10 im Doppel. Er ist außerdem Rekordspieler seines Landes.